# Thomas Ahke
Thomas Ahke (* 1970 in Mühlhausen/Thüringen) ist ein deutscher Politiker der Freien Wähler. Er ist seit 2024 Landrat des Unstrut-Hainich-Kreises in Thüringen.

## Leben
Nach seinem Abschluss als Facharbeiter für Pflanzenproduktion sowie seinem Abitur 1990 machte Ahke zwischen 1991 und 1994 eine Ausbildung zum Bankkaufmann bei der Raiffeisenbank Mühlhausen. Von 1995 bis 1999 sowie von 2005 bis 2006 studierte er an der Bankakademie Frankfurt und schloss schließlich als diplomierter Bankbetriebswirt ab. Bis zur Wahl als Landrat war er bei der VR Bank Westthüringen beschäftigt und war unter anderem als Bereichsleiter und Prokurist tätig.
Ahke ist verheiratet und hat drei Kinder.

## Politik
Ahke ist seit der Kommunalwahl in Thüringen 2019 sowohl Mitglied im Kreistag des Unstrut-Hainich-Kreises, als auch Stadtratsmitglied in Mühlhausen, dessen Vorsitz er innehatte. Von 2004 bis zu ihrer Eingliederung in die Stadt Mühlhausen zum 1. Januar 2019 war er Mitglied im Gemeinderat von Weinbergen, ab 2014 zusätzlich stellvertretender Bürgermeister. Seither ist er Ortsteilbürgermeister von Bollstedt. Bei der Landratswahl 2024 setzte er sich gegen zwei weitere Bewerber durch und wurde neuer Landrat im Unstrut-Hainich-Kreis. Ahke löst damit nach 30 Jahren Harald Zanker als Landrat ab.